# 函南塚本インターチェンジ
函南塚本インターチェンジ（かんなみつかもとインターチェンジ）は、静岡県函南町塚本にある伊豆縦貫自動車道（東駿河湾環状道路） 【連絡路】のインターチェンジである。IC番号は沼津河川国道事務所のpdfでは9とされているが、実際は表記されていない。
なお当ICは、連絡路の終点であるため、ハーフインターチェンジとなる。無料区間に位置するため、料金所の設置計画はない。
また当ICは国道136号（伊豆中央道）に直結するため国道136号（現道）や静岡県道11号熱海函南線は利用不可。これらの道路は当ICより手前（沼津寄り）の大場・函南ICで流出して【連絡路】沿いに設けられる側道を経由することにより利用可能。また、当ICの事実上の出入口は下田寄りにある伊豆中央道入口交差点となる。
当ICは伊豆中央道の南側に建設されていたが、2012年10月15日に伊豆中央道の下り線が伊豆縦貫道の南側に移動し、伊豆縦貫自動車道が伊豆中央道の上下線に挟まれるかたちとなった。

## 接続する道路
- 国道136号（伊豆中央道）に直結

## 本線案内標識表示
- （伊豆縦貫道 沼津岡宮IC方面から）下田　伊豆市　4.7km先 有料（伊豆中央道直結のため、案内標識そのものは大場・函南IC付近に設置）[1]
- （伊豆中央道 大仁中央IC方面から）分岐する線 : 熱海　三島／本線 : 沼津　東名　新東名[1]

## 沿革
- 2014年2月11日 : 三島塚原IC - 大場・函南IC - 函南塚本IC間開通[2]

## 周辺
- 道の駅伊豆ゲートウェイ函南
- 伊豆仁田駅（伊豆箱根鉄道駿豆線）
- 静岡県立田方農業高等学校

## 隣
E70 伊豆縦貫自動車道（東駿河湾環状道路） 【連絡路】
(8)大場・函南IC - 函南塚本IC
伊豆中央道
大場川南交差点 - 函南塚本IC - 伊豆中央道入口交差点 - （平面交差あり） - 江間料金所 - 江間IC